# Johann Nepomuk von Laicharting
Johann Nepomuk von Laicharting zu Eichberg und Lüzelgnad, auch Edlen von und von Laicharding (* 4. Februar 1754 in Innsbruck; † 7. Mai 1797 ebenda) war ein österreichischer Entomologe und Botaniker. Sein offizielles botanisches Autorenkürzel lautet „Laichard.“.

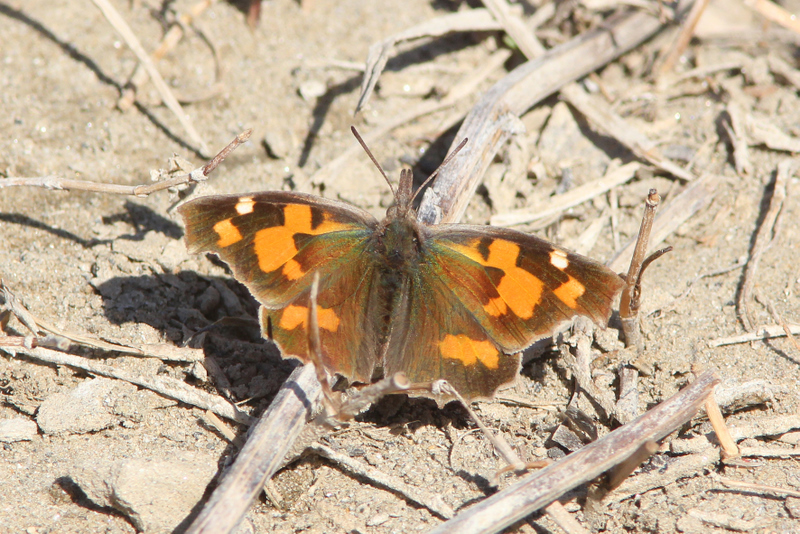
Zürgelbaumfalter

## Leben
Aufgrund des Ansehens seines Vaters (der Rat und Straßenbau-Direktor war) wurde er in die Theresianische Ritterakademie aufgenommen, die er von 1763 bis 1776 besuchte. Er war dort Schüler der Entomologen Johann Ignaz Schiffermüller und Michael Denis. Danach war er in der Landesverwaltung von Tirol als Konzipist und ab 1787 als Sekretär tätig. Er widmete sich daneben aber intensiv der Naturgeschichte mit dem Ziel einer Professur, die er 1792 an der wiedererrichteten Universität Innsbruck erhielt. Er setzte sich zusammen mit Franz Xaver Schöpfer für die Einrichtung des 1793 gegründeten Botanischen Gartens ein. 1797 starb er an einer Epidemie in Folge der Napoleonischen Kriege.
In seiner Systematik der Insekten und Arthropoden beschritt er neue Wege, die von denen der Zeitgenossen abwichen, gegenüber diesen einen Fortschritt darstellten und nach Thaler zum Teil zukunftsweisend waren. Seine Beschreibung von Käfern aus Tirol sollte der Anfang einer Beschreibung der gesamten regionalen Insektenfauna sein. In den 1790er Jahren wandte er sich aber zunehmend der Botanik zu.
Er war einer der Ersten, der Genus für Gattung benutzte (zur gleichen Zeit auch Johann Karl Wilhelm Illiger) und er ließ Ordnungsnamen auf -oides enden.
In Innsbruck war er 1781 Gründungsmitglied einer Societät der Wissenschaften und er war Mitglied einer Freimaurerloge. Er führte einen ausgedehnten Briefwechsel mit Fachkollegen.
Seine Sammlungen sind nicht erhalten, das Herbarium Laicharding im Landesmuseum stammt wahrscheinlich von seinem Sohn Anton.
Er erstbeschrieb bzw. benannte unter anderem den Zürgelbaumfalter Libythea celtis (als Papilio celtis), Hieroglyphen-Scheckenkäfer, Breiter Weidenblattkäfer, Bodilus ictericus, Berg-Marienkäfer, Schwarzer Bergbock und führte Echte Grillen (Gryllidae) ein, woraus auch die Überfamilie Grylloidea entstand.

## Schriften
- Verzeichnis und Beschreibung der Tyroler Insekten. Theil 1. Käferartige Insecten, 2 Bände, Zürich: Johann Caspar Füßly 1781, 1784
- Vegetabilia europaea in commodum botanicorum per Europam peregrinantium ex systemate plantarum C.a. Linné collecta et novis plantis ac descriptionibus adaucta, Innsbruck: J. Trattner, 2 Bände, 1790, 1791
- Manuale botanicum, sistens plantarum europaearum characteres generum, specierum differentias nec non earum loca natalia, Leipzig: Barth 1794
- Papilio celtis, Archiv für Insectengeschichte (von Füßly), Band 2, 1782, S. 1–2, Nachtrag Band 3, 1783, S. 1–4